# مؤسسة برايس بوتينجر للتغذية
مؤسسة برايس بوتينجر للتغذية هي منظمة غير ربحية أنشئت لتعليم الجمهور والمهنيين حول الأغذية وعادات أساليب الحياة  وطرق العلاج  والممارسات البيئية التي يمكن أن تساعد الناس على الحصول على صحة نابضة بالحياة. تأسست عام 1952  كان يعرف لأول مرة باسم مؤسسة سانتا باربرا للبحوث الطبية وأعيدت تسميته فيما بعد Weston A.
مؤسسة برايس التذكارية في عام 1965، بعد القرن العشرين أكد الباحث ويستون برايس على أهمية التغذية للصحة وطب الأسنان
النصف الآخر من الاسم الحالي للمؤسسة هو فرانسيس بوتينجر الابن والذي أثار اهتمامه بالتغذية في القطط تشجيعه على اتباع نظام غذائي مرتفع في المنتجات الحيوانية الخام بما في ذلك اللحوم غير المطبوخة ومنتجات الألبان غير المبسترة. في عام 1969 وبعد وفاة برايس  أصبحت المنظمة مؤسسة بوتينجر برايس  ومن ثم مؤسسة بوتينجر للتغذية التي تولد اليوم
تدعو المؤسسة بالدرجة الأولى إلى:
1-أن استهلاك الدهون الحيوانية ليس خطرا على صحة الإنسان
2-أن الأساليب الزراعية السائدة التي تشدد على استخدام الأسمدة ومبيدات الآفات الاصطناعية وكذلك زراعة المصانع والمعالجة الكبيرة للأغذية الكاملة تقلل من الجودة الغذائية الشاملة للأغذية والصحة البشرية.
تتعارض المجموعة الأولى من الإدعاءات مع الإجماع العلمي السائد بين الباحثين والأطباء وأخصائي التغذية  على أن اتباع نظام غذائي غني بالدهون المشبعة يشكل مخاطر كبيرة على صحة القلب والأوعية الدموية وطول العمر. تتماشى المجموعة الثانية من المطالبات مع حركة الأغذية العضوية ذات الشعبية المتزايدة  على الرغم من أن مزارعي الأغذية الرئيسيين والمنتجين يؤكدون على حاسة التذوق والجودة الغذائية لأغذيتهم على أنها متطابقة أو أفضل من المواد العضوية.
تضم المؤسسة الآن أكثر من 10000 كتاب ومنشور  بما في ذلك أعمال الدكتور رويال لي والدكتور ملفين بيدج والدكتور إيمانويل شريسكن والدكتور ويليام ألبرخت وآخرون. وتمتلك المؤسسة حاليًا وتحمي المادة الأصلية المحمية بحقوق الطبع والنشر الخاصة بـواسطن برايتس وفرانسيس بوتينجر وقد استمروا في إعادة نشر تغذية بوتينجر والانحطاط البدني ودراسة القطط لبوتينجر (إحدى الدراسات في التغذية)

## المنشأ

### ويستون برايس
كان برايس طبيب أسنان من كليفلاند  أوهايو  الذي يصف كتابه «التحلل الغذائي والتوازن الطبيعي»  الذي صدر عام 1939  العمل الميداني الذي قام به في عشرينيات وثلاثينيات القرن العشرين بين مختلف الثقافات العالمية  مع هدفه الأصلي في تسجيل ودراسة صحة الأسنان وتطويرها. سكان ما قبل الصناعة بما في ذلك الأفارقة القبليين وسكان جزر المحيط الهادئ  وإنويت  والسكان الأصليين لأمريكا الشمالية والجنوبية  والسكان الأصليين الأستراليين. يحتوي الكتاب على العديد من الصور الفوتوغرافية للأشخاص الذين درسهم  ويتضمن صور فوتوغرافية مقارنة بالأسنان وبنية الوجه للأشخاص الذين عاشوا في نظامهم الغذائي التقليدي والأشخاص الذين تبنوا أو نشأوا على الأغذية الصناعية. في بعض الحالات كان من الممكن لـ «برايس» أن تفحص وتصوير أكلة تقليدية وصناعية من نفس العائلة.